# Spomenici i znamenitosti u Širokom Brijegu

### Samostan na Širokom Brijegu
Budući da je Sveta Stolica dekretom odobrila njegov osnutak 6. veljače 1844. Mjesto za samostan kupljeno je 1845. godine. Gradnju je odobrio sultan Abdul-Medžid fermanom (6. veljače 1844. godine), hercegovački vezir Ali-paša Rizvanbegović bujruntijom (5. siječnja 1846. godine) i mostarski kadija muraselom (13. siječnja 1846. godine) Biskup fra Rafo Barišić položio je temeljni kamen 23. srpnja 1846. godine. Zapadno krilo samostana useljeno je 1848. godine, nakon čega je nastavljeno s radom na južnom i istočnom krilu, koja su 1860. dovršena. Godine 1861. izgrađena je kuhinja u produžetku istočnog krila.
Zanimljiva je natpisna ploča koja je bila postavljena nad ulazom u samostan i koja je u cijelosti otučena od strane partizana nakon što su opustošili Široki Brijeg, nakon njegovog pada 7. veljače 1945. godine, a sam natpis je glasio:
ODCIPLJENI. OD BOSNE
BREZ. KRUHA. I. KROVA
BOGATI. SAMO. NADOM. U BOGA
OVI. SAMOSTAN. SA. CRKVOM
IZ TEMELJA. DNE. 23. SRPNJA. 1846.
POD. OKRILJEM. UZNEŠENJA. GOSPINA
NA. NEBO. FRANJEVCI. HERCEGOVAČKI
PODIGOŠE.

U zidu katoličkog župnog dvora u Kočerinu nalazi se stećak Vignja Miloševića prenesen s Kočerinskog polja. Stećak je zazidan u zid iz razloga da ne završi u nekom od muzeja u Sarajevu. Natpis na stećku glasi:
"Va ime oca i sina i svetog duha, amin. Se leži Viganj Milošević. Služi banu Stipanu i kralju Tvrtku i kralju Dabiši i kraljici Grubi i kralja Ostoju. I u to vrime dojde i svadi se Ostoja kralj s Hercegom i z Bosnom. I na Ugre poje Ostoja. To vrime mene, Vignja, dojde končina. I legoh na svome plemenitom pod Kočerinom. I molju vas ne nastupajte na me. Ja sam bil kako vi jeste, vi ćete biti kako sam ja.“

### Spomenik u Ljutom Docu
Spomenik poginulim hrvatskim vitezovima iz II. svjetskog rata, poraća i Domovinskog rata u Ljutom Docu se sastoji od 15 kamenih granitnih ploča, a na svakoj ploči je fotografija i ime i prezime hrvatskog bojovnika. Uz mramorne ploče se nalazi i mramorni stup s ispisanih 166 imena poginulih u II svjetskom ratu. Spomenik je podignut 1998. godine.

### Spomenik u Jarama
Mještani Jara su 1996. godine podignuli spomenik za 115 poginulih u II. svjetskom ratu i 14 poginulih u Domovinskom ratu. Na spomeniku dominiraju tri mramorna stupa, nedovršena kao i životi onih čija su imena ispisana na tim stupovima. Iz postolja se izdiže i kameni križ visine 2,35 metara.

### Spomenik u Mokrom
Spomenik svim poginulim Mokranima u II. svjetskom ratu, poraću i u Domovinskom ratu otkriven je 13. rujna 2008. godine u dvorištu škole. Spomenik simbolizira dvije stranice otvorene knjige ispisane žrtvama sela Mokro. Spomenikom dominira križ-simbol kršćanstva i patnje hrvatskog naroda koji su nosile žrtve, a nerijetko i život dale za njega, a na križu je uklesan hrvatski grb. Na spomeniku su upisana imena ukupno 146 mokarskih žrtava, 142 žrtve iz Drugog svjetskog rata i poraća i četiri iz Domovinskog rata.

### Spomenik u Dobrkovićima
Spomenik žrtvama Drugog svjetskog rata i Domovinskog rata u Dobrkovićima podignut je 2003. godine. Spomenik simbolizira znamenku broja 3, Sveto trojstvo. Na mramornim pločama uklesana su 44 imena žrtava Drugog svjetskog rata i tri žrtve Domovinskog rata. Spomenik je obložen kamenim pločama i dominira lijepo uređenim prostorom za parkiranje.

### Spomenik u Turčinovićima
Spomenik žrtvama Drugog svjetskog rata i Domovinskog rata u Turčinovićima podignut je 1997. godine u crkvenom dvorištu. Na dvije ploče od crnog mramora uklesana su imena poginulih, 68 žrtava Drugog svjetskog rata i 2 Domovinskog rata, a iznad njih, u središnjoj ploči ugrađen je hrvatski grb i znak križa. Spomenik je visok 2,7 metara.

### Spomenik na Dužicama
Na blagdan sv. Ivana Krstitelja 24. lipnja 1991., zaštitnika ovoga sela, otkriven je spomenik hrvatskim žrtvama, što dadoše svoje živote za svoj narod i Domovinu u Drugome svjetskom ratu i poraću. Spomenik na Dužicama podignut je u dvorištu između crkve i groblja. Spomenik predočuje Križni put sa slomljenim a ipak uspravnim rukama. Ispod spomen–ploče s imenima osamdeset i šest stradalih stoji ploča na kojoj je uklesana golubica s maslinovom grančicom koja nosi u kljunu i ovaj natpis:

### Spomenik u Rasnu
U Rasnu 7. travnja 1991. godine podignut je spomenik svim žrtvama Drugoga svjetskog rata i poraća. Vrijedno je istaknuti da je to prvo spomen-obilježje hrvatskim žrtvama Drugoga svjetskog rata i poraća podignut u Herceg-Bosni. Spomenik je podignut na istaknutom mjestu u blizini groblja, između župne crkve i škole, po nacrtu arhitekta Ivana Spajića. Spomen-obilježje ima simbol nedovršenih ljudskih života. To na spomeniku zorno pokazuju kameni stupovi. Na spomen-ploči ucrtano je devedeset imena, 90 rašanjskih žrtava. Ispod spomen-ploče s imenima stradalih stoji ploča s natpisom: 